# Waupaca, Wisconsin
Waupaca là một thành phố thuộc quận Waupaca, tiểu bang Wisconsin, Hoa Kỳ. Năm 2000, dân số của thành phố này là 5676 người.